# Fie Johansenová
Fie Johansenová (nepřechýleně Fie Johansen; * 1953 ve Stamfordu, Connecticut) je dánská reklamní fotografka.

## Životopis
Fie Johansenová se narodila v roce 1953 ve Stamfordu. V roce 1960 se přestěhovala do Dánska.
Fie Johansenová se spolu s dalšími 13 fotografy zúčastila projektu Danmark under forvandling, jehož výsledkem byla v roce 2010 kniha a výstavy.